# Diplochorda myrmex
Diplochorda myrmex är en tvåvingeart som beskrevs av Osten Sacken 1881. Diplochorda myrmex ingår i släktet Diplochorda och familjen borrflugor. Inga underarter finns listade i Catalogue of Life.